# Ilinnevelrat
De Ilinnevelrat (Crateromys paulus) is een knaagdier uit het geslacht Crateromys dat voorkomt op Ilin, een klein eilandje ten zuiden van Mindoro in de westelijke Filipijnen. Op Ilin is de soort slechts bekend van het holotype, een mannetje dat in 1953 werd gevangen, maar daar is de Ilinnevelrat nu uitgestorven, aangezien al het bos op het eiland vernietigd is. Op Mindoro zelf echter rapporteren lokale bewoners dat er een rat voorkomt die lijkt op de Ilinnevelrat (lokaal bekend als de "siyang"); deze zou voorkomen in de nog overgebleven stukken regenwoud op het eiland. Het is niet zeker - maar wel waarschijnlijk - dat dit dezelfde soort is.
De bovenkant van het lichaam is donkerbruin, de onderkant grijs. De korte, behaarde, zwarte staart eindigt in een witte punt. De kop-romplengte bedraagt 255,0 mm, de staartlengte 215,0 mm, de achtervoetlengte 50,0 mm, de oorlengte 20,0 mm en de schedellengte 52,6 mm.
Crateromys australis · Crateromys heaneyi · Ilinnevelrat (Crateromys paulus) · Schadenbergschorsrat (Crateromys schadenbergi)